# Trattenbach
Trattenbach là một thị xã thuộc huyện Neunkirchen trong bang Niederösterreich.